# Patrick Sarsfield Manley
Patrick Sarsfield Manley, kanadski letalski častnik, vojaški pilot in letalski as, * 4. oktober 1895, Thorold, Ontario, Kanada, † 30. oktober 1952, Cleveland, Ohio, ZDA.
Podporočnik Manley je v svoji vojaški službi dosegel 5 zračnih zmag.

## Življenjepis
Leta 1917 je diplomiral na Niagara University (Lewiston, New York) in nato vstopil v Kraljevi letalski korpus.
Poleti 1918 je bil dodeljen 62. eskadronu, kjer je večinoma letel z Bristol Fighterji. 
27. septembra 1918 je bil sestreljen in postal vojni ujetnik.